# 鹽田郡
盐田郡，中国南北朝时设置的郡。
南朝齐置盐田郡，属越州。治所在杜同县（今广西北海市东南咸田）。辖境相当今广西壮族自治区北海市合浦县东南福成、营盘乡一带。南梁、南陈废盐田郡。广西合浦县煮海水为盐，历史悠久。南朝齐盐田郡管理生产海盐的盐民，征收税赋，后来盐田郡所在地在南汉时叫常乐盐场县，宋代为石康仓所在地。